# Пракситеја
Пракситеја (грч. Πραξιθέα) је у грчкој митологији било име више личности.

## Митологија
- Била је нимфа најада која је потицала са извора или фонтана града Атине, односно са њених продајних места. На то указује њено име, изведено из речи praxis, што би значило пословну трансакцију или потраживање нечега. Други део њеног имена указује на богињу Теју. Повезана је и са атинском богињом Праксидиком. Аполодор је као њене родитеље помињао Фрасима и Диогенеју. Била је удата за Ерихтонија и са њим имала неколико деце: Пандиона, Кекропа, Пандора, Метиона, Прокриду, Креусу, Хтонију и Оритију.[1] Према неким изворима, њен муж је био Ерехтеј.[2]
- Према Аполодору, Теспијева и Мегамедина кћерка, која је са Хераклом имала сина Нефа.[3]
- Такође према Аполодору, кћерка Атињанина Леуса, Теопина и Еубулина сестра.[4]
- Аполодор је помињао и жену из Елеусине која је затекла Деметру како кали малог Демофонта над ватром, са жељом да га учини бесмртним. Пракситеја је заплакала због овог призора, а дете је изгорело у пламену.[5]